# Thomas Hope (Architekt)

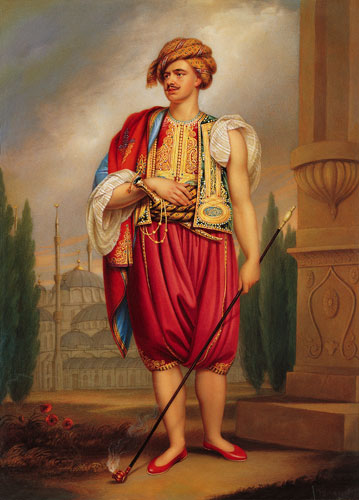
Thomas Hope

Thomas Hope (* 1769 in Amsterdam; † 3. Februar 1831 in London) war ein schottischer Publizist, Amateur-Architekt, Möbeldesigner, Kunstsammler und wichtiger Vertreter des britischen Regency-Stils.

## Leben
Thomas Hope, der Sohn einer reichen Kaufmannsfamilie, die von Schottland in die Niederlande ausgewandert war, lernte in seiner Jugend die klassische Architektur des Mittelmeerraums kennen. Nach dem Tod seines Vaters 1784 erbte er einen Teil von dessen Kunstsammlungen. 1795 verließ er die Niederlande wegen der französischen Okkupation und ließ sich in London nieder. Dort leitete er den Umbau seines Stadthauses in Duchess Street. Das Haus war 1768 von Robert Adam entworfen worden und befand sich in der Mansfiel Street am Portland Place. Es beherbergte nach dem Umbau Hopes Sammlung. Sie gehörte zu den umfangreichsten und bedeutendsten antiken Sammlungen in London während des Regency. Das Haus in Dutches Street war ein Vorläufer des modernen Museumsbaus und hatte Einfluss auf die weitere Entwicklung des Dekorationsstils der Epoche.

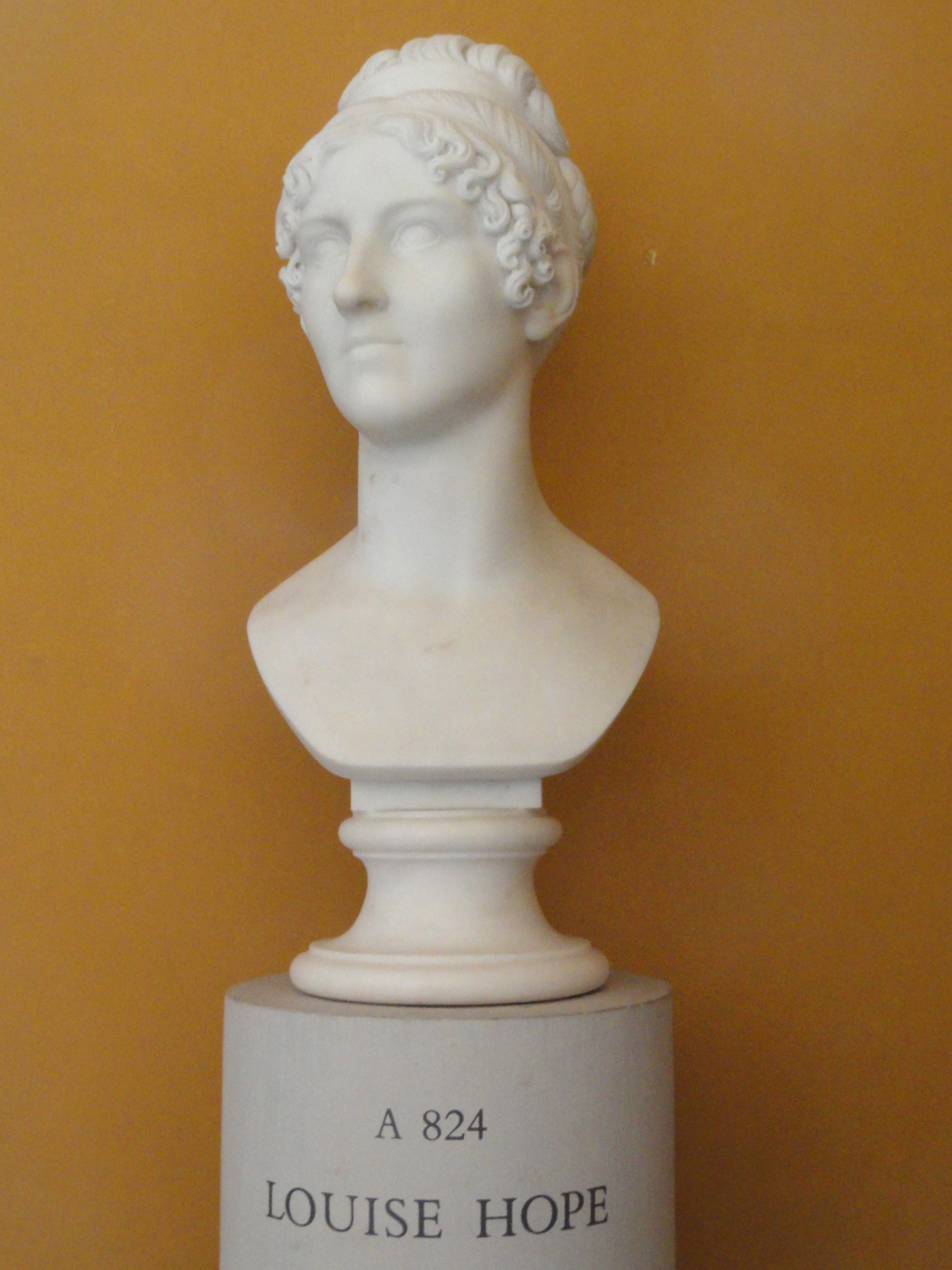
Louisa Hope geb. Beresford: Büste von Thorvaldsen (1817)

1806 heiratete er Hon. Louisa Beresford (um 1783–1851), Tochter des William Beresford, 1. Baron Decies. Nach seinem Tod heiratete seine Witwe 1832 den General William Beresford, 1. Viscount Beresford. Dieser war extrem konservativ und kunstfeindlich eingestellt und legte keinen Wert auf die Sammlungen und auf das Haus, das nach dem Tod seiner Gattin 1851 abgebrochen wurde. Die Zeichnungen in Hopes Publikation von 1807 sind neben wenigen Fotografien der Flemish Picture Gallery, einer späteren Erweiterung des Hauses, die einzigen erhaltenen Zeugnisse.

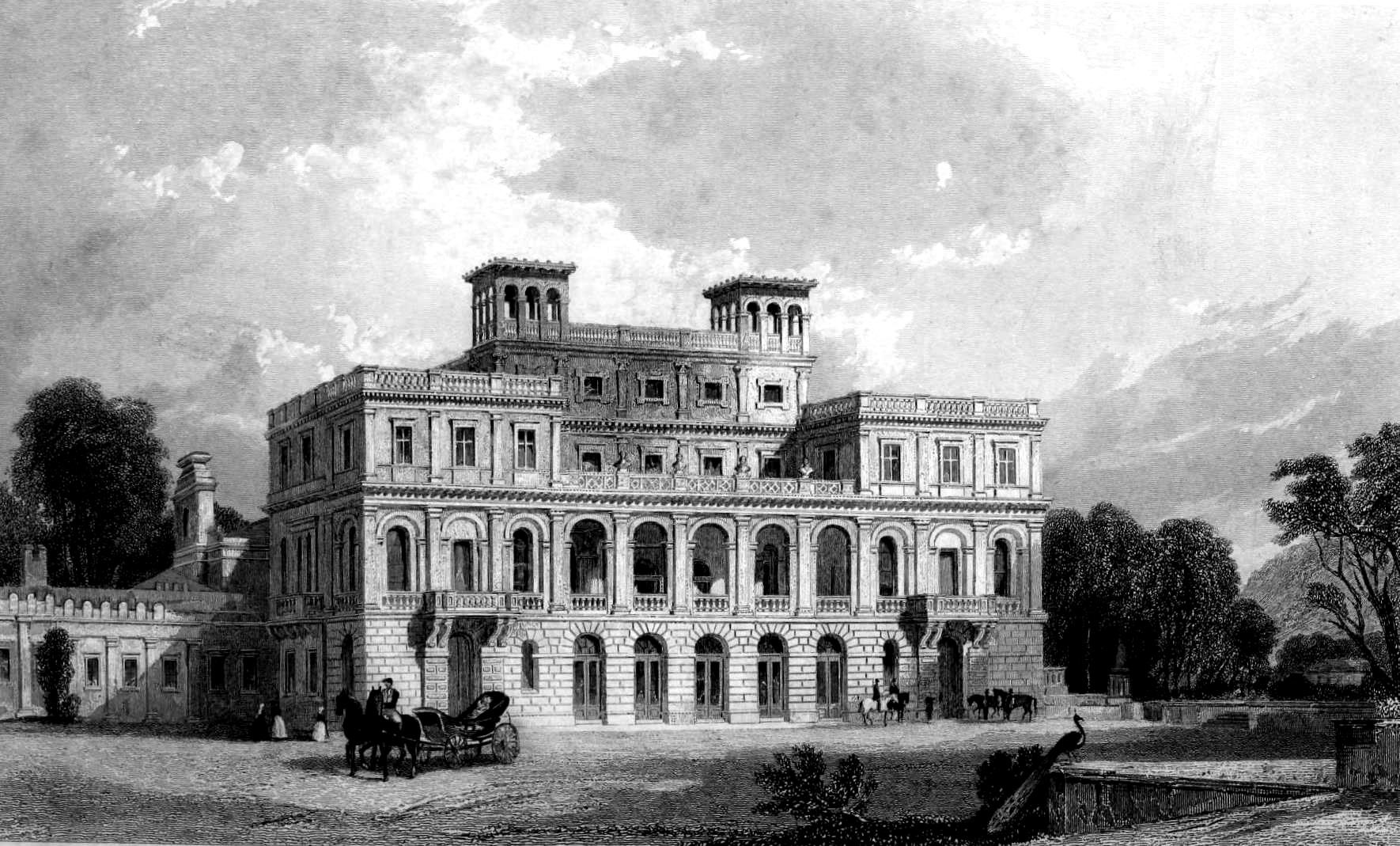
Deepdene House (1850)

Ein auf das Mittelalter zurückgehendes Landhaus Deepdene, das Hope 1807 in der Nähe von Dorking in Surrey erworben hatte, ließ er 1823 von dem Architekten William Atkinson umbauen und stattete es im Stil des Regency aus. Nach Hopes Tod wurde es 1836–1841 erneut im Stil einer römischen Villa umgebaut. Vor dem Abbruch 1967 wurde es besser erfasst als das Londoner Haus.
Aus seiner Ehe mit Hon. Louisa Beresford hatte er drei Söhne:
- Henry Thomas Hope (1807–1862), Unterhausabgeordneter und Erbe eines Teils der Kunstsammlungen seines Vaters, ⚭ Anne Adèle Bichet;
- Adrian John Hope (1811–1863) ⚭ Emilie Mélanie Mathilde Rapp;
- Alexander James Beresford Beresford-Hope (1820–1887), konservativer Unterhausabgeordneter und Schriftsteller, ⚭ Lady Mildred Gascoyne-Cecil, Tochter des James Gascoyne-Cecil, 2. Marquess of Salisbury.

## Schriften
- 1807: Household Furniture and Interior Decoration. Faksimile-Neuausgabe 1937.
- 1809: Costumes of the Ancients.
- 1812: Designs of Modern Costumes.
- 1819: Anastasius, or Memoirs of a Modern Greek. (Roman)
- 1831: Origin and Prospect of Man.
- 1835: Historical Essay on Architecture.